# BSG Stahl Riesa
Die Ballsportgemeinschaft Stahl Riesa ist ein Fußballverein aus Riesa in Sachsen. Die heutige BSG Stahl Riesa wurde 2003 als TSV Stahl Riesa neu gegründet. Sie sieht sich in der Tradition der Fußballabteilungen des Riesaer SV aus der Zeit des Deutschen Reiches, der BSG Stahl Riesa aus der Zeit der DDR und des 2003 aufgelösten FC Stahl Riesa 98.

## Geschichte
Aufgrund zahlreicher Fusionen sowie der Umbrüche durch den Zweiten Weltkrieg und einen Insolvenzfall ist die Geschichte der BSG Stahl Riesa und der Sportgemeinschaften, in deren Traditionslinie sich der Verein sieht, sehr komplex.

### 1903–1945: Riesaer SV und seine Vorläufer
Am 28. März 1903 gründeten ehemalige Mitglieder des GV Lätitia Riesa den FC Riesa. Der Verein wurde im Mai 1904 in FC 1903 Riesa und am 21. Januar 1906 in Riesaer SC umbenannt. Nach seiner Auflösung im Herbst 1907 wurde er am 1. Januar 1908 als VfB Riesa neugegründet und am 18. Dezember 1908 in Riesaer SV umbenannt.
Der 1909 durch ehemalige Mitglieder des ATV Riesa gegründete FC Wettin Riesa wurde am 6. Juli 1917 an den Riesaer SV angeschlossen.
Dem Riesaer SV gelang 1936 erstmals der Aufstieg in die Gauliga Sachsen, damals die höchste Spielklasse in Deutschland. Zwar stieg der Verein nach nur einer Saison wieder ab, schaffte aber 1940 den Wiederaufstieg. In dieser Zeit brachte der Verein mit dem erst 17-jährigen Willi Arlt einen Nationalspieler hervor. Mit dem Ende des Zweiten Weltkriegs wurde der Riesaer SV verboten und aufgelöst.

### 1945–1990: BSG Stahl Riesa und ihre Vorläufer

Logos der Vorgängervereine, auf die sich die heutige Ballsportgemeinschaft Stahl Riesa beruft (v. l.): Riesaer SV, BSG Stahl Riesa (altes Logo, identisch mit dem Logo der Sportvereinigung Stahl), BSG Stahl Riesa (Logo ab den 1960er Jahren bis 1990), BSG Chemie Riesa, Riesaer SV Blau-Weiß, FC Stahl Riesa 98 und TSV Stahl Riesa.

Da in der Zeit der sowjetischen Besatzung die Bildung von Sportgemeinschaften zunächst nur auf kommunaler Ebene möglich war, wurde 1945 die SG Riesa gegründet. Im Zuge der Reorganisation des Betriebssportes auf Produktionsgrundlage entstand am 1. September 1948 die BSG Stahlwerk Riesa, eine Betriebssportgemeinschaft, an die sich die 1945 gebildete Sportgemeinschaft im Jahr darauf anschloss.

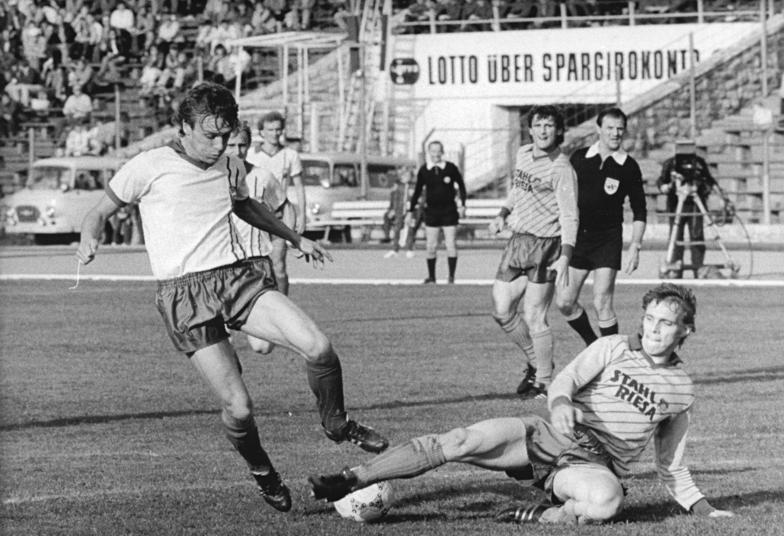
Thomas Doll (links) vom BFC Dynamo im Zweikampf mit dem Riesaer Sven Kretzschmar (1987)

Am 1. April 1950 wurde die BSG Stahlwerk in BSG Stahl Riesa umbenannt, da sie der Sportvereinigung Stahl angehörte. Als 1954 in der DDR sogenannte Sportclubs als Leistungsschwerpunkte gebildet wurden, musste sich die Sektion Fußball der BSG Stahl dem neuen SC Stahl Riesa anschließen. Bei der Auflösung des Sportclubs drei Jahre später wurde sie wieder in die BSG Stahl eingegliedert.
1963 gelang der Aufstieg aus der drittklassigen II. DDR-Liga in die zweithöchste Spielklasse, und am Ende der DDR-Liga-Saison 1967/68 machte Stahl Riesa nach einem 3:0-Sieg bei Aktivist Karl-Marx Zwickau erstmals den Aufstieg in die höchste Spielklasse DDR-Oberliga perfekt.
| Spielklasse | Ligenname         | Saison | Platz (von) | Punkte | Tore  |
| ----------- | ----------------- | ------ | ----------- | ------ | ----- |
| 3. Liga     | (ÜR) II. DDR-Liga | 1955   | 6. (14)     | 14:12  | 26:25 |
| 3. Liga     | II. DDR-Liga      | 1956   | 11. (14)    | 23:29  | 33:36 |
| 3. Liga     | II. DDR-Liga      | 1957   | 12. (14)    | 24:28  | 41:43 |
| 3. Liga     | II. DDR-Liga      | 1958   | 5. (14)     | 28:24  | 53:40 |
| 3. Liga     | II. DDR-Liga      | 1959   | 4. (14)     | 29:23  | 63:35 |
| 3. Liga     | II. DDR-Liga      | 1960   | 4. (14)     | 30:22  | 66:47 |
| 3. Liga     | II. DDR-Liga      | 61/62  | 8. (14)     | 37:41  | 63:64 |
| 3. Liga     | II. DDR-Liga      | 62/63  | 1. (14)     | 39:13  | 65:25 |
| 2. Liga     | DDR-Liga          | 63/64  | 7. (16)     | 31:29  | 28:30 |
| 2. Liga     | DDR-Liga          | 64/65  | 6. (16)     | 32:28  | 47:39 |
| 2. Liga     | DDR-Liga          | 65/66  | 7. (16)     | 31:29  | 50:37 |
| 2. Liga     | DDR-Liga          | 66/67  | 2. (16)     | 41:19  | 54:27 |
| 2. Liga     | DDR-Liga          | 67/68  | 1. (16)     | 43:17  | 54:31 |
| 1. Liga     | Oberliga          | 68/69  | 12. (14)    | 22:30  | 26:43 |
| 1. Liga     | Oberliga          | 69/70  | 11. (14)    | 22:30  | 31:35 |
| 1. Liga     | Oberliga          | 70/71  | 12. (14)    | 21:31  | 28:41 |
| 1. Liga     | Oberliga          | 71/72  | 13. (14)    | 18:34  | 23:41 |

| Spielklasse | Ligenname | Saison | Platz (von) | Punkte | Tore  |
| ----------- | --------- | ------ | ----------- | ------ | ----- |
| 2. Liga     | DDR-Liga  | 72/73  | 2. (12)     | 32:12  | 40:14 |
| 1. Liga     | Oberliga  | 73/74  | 11. (14)    | 21:29  | 25:42 |
| 1. Liga     | Oberliga  | 74/75  | 6. (14)     | 26:26  | 34:42 |
| 1. Liga     | Oberliga  | 75/76  | 11. (14)    | 21:31  | 35:46 |
| 1. Liga     | Oberliga  | 76/77  | 13. (14)    | 21:31  | 28:47 |
| 2. Liga     | DDR-Liga  | 77/78  | 1. (12)     | 39:5   | 74:15 |
| 1. Liga     | Oberliga  | 78/79  | 9. (14)     | 21:31  | 33:47 |
| 1. Liga     | Oberliga  | 79/80  | 10. (14)    | 20:32  | 22:53 |
| 1. Liga     | Oberliga  | 80/81  | 13. (14)    | 17:35  | 38:64 |
| 2. Liga     | DDR-Liga  | 81/82  | 1. (12)     | 34:10  | 61:26 |
| 2. Liga     | DDR-Liga  | 82/83  | 1. (12)     | 40:4   | 63:15 |
| 1. Liga     | Oberliga  | 83/84  | 11. (14)    | 20:32  | 41:55 |
| 1. Liga     | Oberliga  | 84/85  | 12. (14)    | 20:32  | 29:55 |
| 1. Liga     | Oberliga  | 85/86  | 12. (14)    | 22:30  | 27:36 |
| 1. Liga     | Oberliga  | 86/87  | 12. (14)    | 18:34  | 29:39 |
| 1. Liga     | Oberliga  | 87/88  | 14. (14)    | 16:36  | 23:43 |
| 2. Liga     | DDR-Liga  | 88/89  | 11. (18)    | 33:35  | 42:45 |
| 2. Liga     | DDR-Liga  | 89/90  | 3. (18)     | 38:30  | 49:38 |
| 2. Liga     | NOFV-Liga | 90/91  | 11. (16)    | 27:33  | 32:40 |

Insgesamt spielte Stahl Riesa zwischen 1968 und 1988 sechzehn Spielzeiten in der höchsten Spielklasse der DDR, zumeist gegen den Abstieg. Die beste Platzierung wurde 1974/75 mit dem sechsten Rang erreicht, womit die Riesaer nur knapp die Qualifikation für den UEFA-Cup verpassten.

### 1990–2003: FC Stahl Riesa 98 und seine Vorläufer
| Spielklasse | Ligenname          | Saison    | Platz (von) | Tore  | Punkte |
| ----------- | ------------------ | --------- | ----------- | ----- | ------ |
| 3. Liga     | NOFV-Oberliga      | 1991/92   | 12. (18)    | 43:43 | 30:38  |
| 3. Liga     | NOFV-Oberliga      | 1992/93   | 16. (17)    | 23:57 | 18:46  |
| 4. Liga     | Landesliga Sachsen | 1993/94   | 2. (14)     | 47:32 | 34:18  |
| 5. Liga     | Landesliga Sachsen | 1994/95   | 7. (14)     | 44:37 | 27:25  |
| 5. Liga     | Landesliga Sachsen | 1995/96   | 9. (14)     | 37:40 | 32     |
| 5. Liga     | Landesliga Sachsen | 1996/97   | 3. (16)     | 62:29 | 53     |
| 5. Liga     | Landesliga Sachsen | 1997/98   | 2. (16)     | 75:38 | 67     |
| 5. Liga     | Landesliga Sachsen | 1998/99   | 3. (16)     | 82:55 | 48     |
| 5. Liga     | Landesliga Sachsen | 1999/2000 | 1. (16)     | 96:23 | 73     |
| 4. Liga     | NOFV-Oberliga      | 2000/01   | 8. (18)     | 63:51 | 47     |
| 4. Liga     | NOFV-Oberliga      | 2001/02   | 18. (18)    | 0:0   | 0      |
| 5. Liga     | Landesliga Sachsen | 2002/03   | 16. (16)    | 17:72 | 14     |

Nach der Wende in der DDR benannte sich die BSG Stahl Riesa am 7. September 1990 in SV Stahl Riesa e. V. um, woraus der heutige SC Riesa hervorging. Die Abteilung Fußball machte sich am gleichen Tag selbstständig und gründete einen eigenen Verein mit dem Namen FC Stahl Riesa e. V. Im November 1991 benannte sich der FC Stahl Riesa nach dem Vorbild des erfolgreichsten Riesaer Fußballvereins aus der Zeit vor 1945 in Riesaer SV um.
Am 1. Juli 1995 fusionierten der Riesaer SV und der SV Blau-Weiß Riesa zum Riesaer SV Blau-Weiß. Der SV Blau-Weiß war 1990 durch Umbenennung aus der 1978 gegründeten BSG Robotron Riesa hervorgegangen, deren Trägerbetrieb der VEB Robotron-Elektronik Riesa war.
Genau drei Jahre später, am 1. Juli 1998, kam es zur nächsten Fusion: Diesmal schlossen sich der Riesaer SV Blau-Weiß und der SC Riesa-Röderau zum FC Stahl Riesa 98 zusammen. Riesa-Röderau zählte seinerseits die Fußballabteilungen der BSG Chemie Riesa, gegründet 1948 als BSG Gummiwerk, sowie der 1950 gegründeten BSG Aufbau Riesa zu seinen Vorläufern. Im Jahr 2000 gelang dem FC Stahl Riesa 98 der Wiederaufstieg in die NOFV-Oberliga Süd.
Zwei Jahre später wurde gegen Stahl Riesa jedoch ein Insolvenzverfahren eröffnet, das 2003 schließlich zum Ende der ersten Herrenmannschaft und zur Auflösung des Vereins führte. Die übrigen Mannschaften und deren Startberechtigungen in den jeweiligen Ligen wurden vom SC Riesa übernommen, ohne dass dieser eine Rechtsnachfolge des FC Stahl antrat. Dies gilt unter anderem für die zweite Herrenmannschaft des FC Stahl, die bis Sommer 2003 in der Bezirksklasse spielte und ab der folgenden Saison in der gleichen Liga als erste Mannschaft des SC Riesa antrat.

### Seit 2003: TSV und BSG Stahl Riesa
| Spielklasse  | Ligenname      | Saison  | Platz (von) | Tore   | Punkte |
| ------------ | -------------- | ------- | ----------- | ------ | ------ |
| 10. Liga     | 2. Kreisklasse | 2003/04 | 01. (12)    | 215:80 | 66     |
| 09. Liga     | 1. Kreisklasse | 2004/05 | 01. (14)    | 165:17 | 78     |
| 08. Liga     | Kreisliga      | 2005/06 | 01. (14)    | 123:23 | 74     |
| 07. Liga     | Bezirksklasse  | 2006/07 | 05. (16)    | 091:38 | 63     |
| 07. Liga     | Bezirksklasse  | 2007/08 | 02. (16)    | 086:36 | 68     |
| 08. Liga (1) | Bezirksklasse  | 2008/09 | 01. (16)    | 094:21 | 74     |
| 07. Liga     | Bezirksliga    | 2009/10 | 04. (16)    | 080:44 | 59     |
| 07. Liga     | Bezirksliga    | 2010/11 | 02. (15)    | 081:44 | 64     |
| 07. Liga     | Bezirksliga    | 2011/12 | 03. (14)    | 054:28 | 53     |
| 07. Liga     | Bezirksliga    | 2012/13 | 01. (14)    | 099:20 | 70     |
| 06. Liga     | Sachsenliga    | 2013/14 | 12. (16)    | 034:56 | 32     |
| 06. Liga     | Sachsenliga    | 2014/15 | 04. (16)    | 048:37 | 52     |
| 06. Liga     | Sachsenliga    | 2015/16 | 04. (16)    | 064:37 | 57     |
| 06. Liga     | Sachsenliga    | 2016/17 | 06. (16)    | 060:52 | 43     |
| 06. Liga     | Sachsenliga    | 2017/18 | 07. (16)    | 039:51 | 39     |
| 06. Liga     | Sachsenliga    | 2018/19 | 09. (16)    | 045:48 | 37     |
| 06. Liga     | Sachsenliga    | 2019/20 | 16. (16)    | 020:31 | 06     |
| 06. Liga     | Sachsenliga    | 2020/21 | 17. (22)    | 08:15  | 06     |
| 06. Liga     | Sachsenliga    | 2021/22 | 16. (20)    | 019:37 | 18     |
| 07. Liga     | Sachsenklasse  | 2022/23 | 03. (16)    | 089:45 | 49     |
| 07. Liga     | Sachsenklasse  | 2023/24 | 01. (16)    | 108:32 | 79     |
| 06. Liga     | Sachsenliga    | 2024/25 | 04. (16)    | 048:59 | 44     |
| 06. Liga     | Sachsenliga    | 2025/26 |             |        |        |

Am 31. März 2003 wurde der Traditionssportverein Stahl Riesa gegründet. Nach dem Start in der untersten Liga (2. Kreisklasse) und drei Aufstiegen in Folge spielte der TSV Stahl Riesa seit der Saison 2006/07 in der Bezirksklasse Dresden, Staffel 4. Nach drei Jahren in der Bezirksklasse stieg der TSV Stahl Riesa in die Bezirksliga Dresden auf, wo die Mannschaft in der Saison 2010/11 hinter dem Bischofswerdaer FV 08 die Vizemeisterschaft erreichte und somit in die im Sommer 2011 neu gebildete Bezirksliga Mitte eingegliedert wurde. Dort belegte der TSV am Ende der Saison 2011/12 den dritten Rang.
Auf einer außerordentlichen Mitgliederversammlung im März 2012 wurde einstimmig beschlossen, dass der Verein ab sofort den Namen Ballsportgemeinschaft Stahl Riesa trägt. Das Kürzel lautet somit BSG Stahl Riesa und stellt eine Reminiszenz an die Betriebssportgemeinschaft Stahl Riesa aus der Zeit der DDR dar, deren Logo der Verein seit 2012 nutzt. Die Mannschaften liefen erstmals zur Saison 2012/13 unter dem Namen BSG Stahl Riesa auf. Die erste Herrenmannschaft erreichte 2013 die Bezirksliga-Meisterschaft und stieg in die sechstklassige Sachsenliga auf, in der sie die erste Saison 2013/14 mit dem 12. Tabellenplatz abschloss. Zum 1. Juli 2014 löste der SC Riesa seine Fußballabteilung „im Interesse der Stärkung des Fußballs in der Region“ auf, die sich daraufhin komplett der BSG Stahl Riesa anschloss. Beide Fußballabteilungen hatten sich in der Traditionslinie der BSG Stahl Riesa der DDR-Zeit gesehen, die somit nunmehr vereint ist.
Die Spielzeiten 2014/15 und 2015/16 der Sachsenliga schloss Stahl Riesa jeweils mit dem 4. Platz ab. In den Folgejahren konnte dieser Erfolg nicht wiederholt werden und 2022 folgte der Abstieg in die Bezirksliga, aus der Stahl nach zwei Jahren wieder aufsteigen konnte.

## Spielstätte

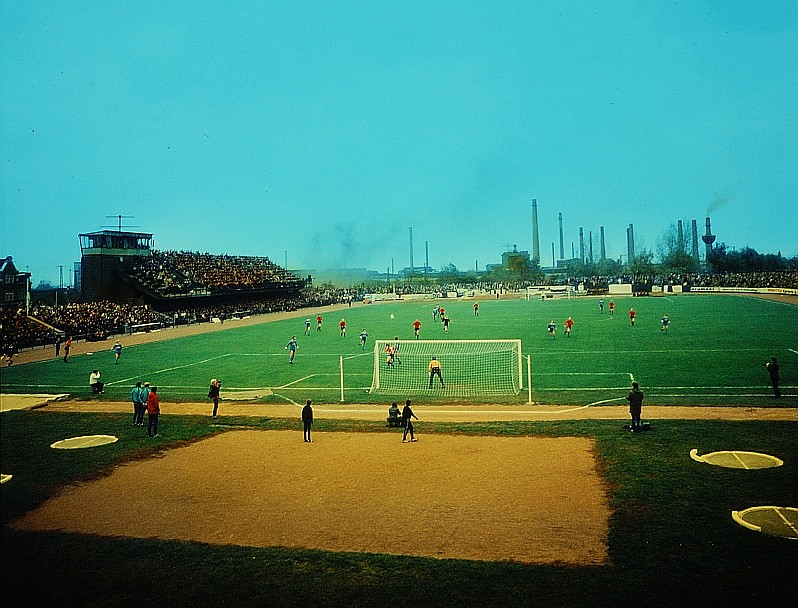
BSG Stahl Riesa – FC Karl-Marx-Stadt, Stadion der Stahlwerker „Ernst Grube“, 1983

Der SC bzw. die BSG Stahl Riesa trugen in der Zeit der DDR ihre Heimspiele im Stadion der Stahlwerker „Ernst Grube“ (kurz: Ernst-Grube-Stadion) aus, das am 29. Mai 1955 mit über 11.000 Zuschauerplätzen übergeben worden war. Nach dem Aufstieg in die DDR-Oberliga wurde das Stadion im Sommer 1968 auf eine maximale Kapazität von 15.000 Zuschauerplätzen erweitert. „Die Grube“, wie die Fans das Stadion nannten, war bis 2003 Heimspielstätte des dann aufgelösten FC Stahl Riesa 98 und blieb danach jahrelang ungenutzt. Nach jahrelangem Leerstand und Verfall ist das Stadion nahezu sanierungsunfähig. Die Kosten für eine Instandsetzung würden mindestens drei Mio. Euro betragen, die die Stadt nicht investieren möchte. Ebenso fehlt eine Genehmigung für den Betrieb. Im Sommer 2016 soll ein Sportstättenkonzept erstellt und die Zukunft der „Grube“ geklärt werden. Baubürgermeister Tilo Lindner sieht keine Perspektive für die Spielstätte und ein Abbruch ist höchstwahrscheinlich. Eine Bebauung mit Wohnhäusern und Parkplätzen wird als Nachnutzung favorisiert.
In den ersten beiden Jahren nach der Vereinsneugründung 2003 absolvierte der TSV Stahl Riesa seine Heimspiele im Parkstadion des SV Seerhausen im acht Kilometer entfernten Stauchitzer Ortsteil Seerhausen, da man in Riesa selbst keine geeignete Spielstätte vorfand.
Im Sommer 2004 pachtete der Verein von der Stadt das Gelände des Stadions am Merzdorfer Park und begann, zusammen mit Fans und Spielern umfassende Renovierungs- und Umbauarbeiten durchzuführen. Am 25. Juni 2005 wurde die neue Heimspielstätte anlässlich eines Testspiels gegen den Stadtrivalen SC Riesa vor über 1000 Zuschauern offiziell eingeweiht und erhielt den Namen Nudelarena. Namenssponsor ist die Teigwaren Riesa GmbH. Anfang 2016 wurde das Stadion in Stahl-Arena umbenannt, im Juli 2017 in Feralpi-Arena.

## Rekorde
Die BSG Stahl Riesa holte am 27. August 2006 den deutschen Rekord der längsten Serie von Pflichtspielen ohne Niederlage. An diesem Tag gewann die erste Herrenmannschaft unter dem alten Vereinsnamen TSV Stahl 3:1 gegen die SG Kesselsdorf und überholte mit diesem 76. Spiel ohne Niederlage den bisherigen Rekordhalter, den TSV Buchbach. Bei 74 Siegen und zwei Unentschieden erzielten die Spieler 515 Tore und es gab 50 Gegentreffer. Mit zwei weiteren Siegen (3:1 gegen die SG Weixdorf und 1:0 beim Post SV Dresden) konnte die Serie auf 78 Spiele ohne Niederlage ausgebaut werden, bevor die Riesaer am 23. September 2006 beim 0:2 gegen die SpVgg Grün-Weiß Coswig erstmals wieder ein Punktspiel verloren.

## Bekannte ehemalige Spieler
- Frieder Andrich
- Willi Arlt
- Claus Boden
- Frank Dünger
- Gerhard Ebert (Jugend)
- Günther Guttmann
- Ralf Hauptmann (Jugend)
- Reinhard Hauptmann
- Ulf Kirsten (Jugend)
- Peter Kotte
- Lothar Kurbjuweit
- Klaus Lehmann
- Wolfgang Lischke
- Fred Mecke
- Ingolf Pfahl
- Jens Pfahl
- Bernd Runge
- Hans-Ulrich Thomale

## Bekannte ehemalige Trainer
- Ludwig Koch (1934 ff.)
- Walter Fritzsch (1958)
- Karl Schäffner (1970–1972)
- Günter Guttmann (1973–1982)
- Peter Kohl (1982–1985)
- Gerd Schädlich (1990)